# Hutsonville
Hutsonville é uma vila localizada no estado americano de Illinois, no Condado de Crawford.

## Demografia
Segundo o censo americano de 2000, a sua população era de 568 habitantes.
Em 2006, foi estimada uma população de 606, um aumento de 38 (6.7%).

## Geografia
De acordo com o United States Census Bureau tem uma área de
1,8 km², dos quais 1,8 km² cobertos por terra e 0,0 km² cobertos por água. Hutsonville localiza-se a aproximadamente 148 m acima do nível do mar.

## Localidades na vizinhança
O diagrama seguinte representa as localidades num raio de 24 km ao redor de Hutsonville.